# Calitatea vieții
Prin calitatea vieții - în sensul definiției OMS se înțelege percepția indivizilor asupra situaților lor sociale, în contextul sistemelor de valori culturale în care trăiesc și în dependență de propriile necesități, standarde și aspirații.
În medicină prin calitatea vieții se înțelege bunăstarea fizică, psihică și socială, precum și capacitatea pacienților de a-și îndeplini sarcinile obișnuite, în existența lor cotidiană.
În Enciclopedia Britanică calitatea vieții este definită ca fiind „măsura în care o persoană este sănătoasă, se simte comfortabil și este capabilă de a participa sau a se bucura de evenimentele vieții.”

## Conținutul termenului „Calitatea vieții”
Termenul Calitatea vieții este în mod inerent ambiguu, deoarece se poate referi atât la experiența pe care o are o persoană asupra vieții sale cât și asupra condițiilor de viață în care se află. De aceea, calitatea vieții este foarte subiectivă. În timp ce o persoană poate defini calitatea vieții  conform cu sănătatea sau satisfacția de a trăi, altă persoană o poate defini în termeni de capabilități (de exemplu, de a avea capacitatea de a trăi o viață bună în termenii bunăstării emoționale și fizice).  

## Măsuri ale calității vieții
Există mai multe categorii generale de măsuri ale calității vieții. Acestea includ: a) măsuri generice care sunt destinate să evalueze calitatea vieții raportată la sănătate într-un grup de pacienți (într-un eșantion de populație); acestea sunt o evaluare a relației calității vieții cu sănătatea;  b) măsuri specifice unor boli, cum sunt cele destinate pentru a evalua calitatea vieții în grupe de boli specifice; c) măsuri individuale care permit includerea aspectelor vieții care sunt considerate importante pentru pacienți individuali. Exemple de măsuri ale calității vieții includ: Inventarul depresiei al lui Beck (engleză Beck Depression Inventory) creat de Dr. Aaron T. Beck, folosit deseori ca test psihometric pentru a măsura severitatea depresiei clinice; Profilul de impact al bolilor (SIP); Chestionar scurt al studiului sănătății (SF-36) (engleză The Short Form Health Survey (SF-36)). Aceste măsuri acoperă un domeniu larg de aspecte ale vieții, care poate fi afectată negativ de o sănătate precară, ca de exemplu funcționarea fizică, bunăstarea emoțională și capacitatea de a îndeplini activități de muncă și sociale. Măsurile specifice unor boli, de exemplu Scala de măsurare a impactului artritei sau Chestionarul pentru boala Parkinson (cu 39 itemi) etc. sunt destinate pentru utilizare la grupe specifice de pacienți.
Produsul intern brut pe cap de locuitor poate fi măsurat în termeni financiari, însă este mai dificil să fie considerat obiectiv în legătură cu calitatea vieții resimțită și să  fie evaluat după o scală. În ultimii ani, cercetătorii au început să deosebească două aspecte ale bunăstării personale: a) bunăstarea emoțională care se referă la calitatea experiențelor emoționale obișnuite ale oamenilor (bucurie, stress, tristețe, supărare); b) evaluarea vieții în care respondenților  li se cere să reflecteze asupra vieții lor în general și să o evalueze după o scală.

## Aplicații
Există o largă varietate de utilizări pentru datele calității vieții, însă cele mai obișnuite aplicații constă în estimarea regimurilor de tratament în studiile clinice și în cercetarea sănătății. Alte  aplicații includ monitorizarea pacienților, screening și îmbunătățirea comunicării doctor-pacient. Una dintre cele mai intense utilizări ale unor astfel de date este în evaluarea  economică a  îngrijirii sănătății, cu unele măsuri destinate pentru analiza cost-beneficiu -adică în încercări de a determina beneficiile unei intervenții în termenii atât a duratei câștigate a vieții cât și în calitatea vieții. Unul dintre cei mai utilizați indici de calitate a vieții  este instrumentul standardizat Euroqol 5D (EQ-5D) care adresează cinci dimensiuni ale sănătății: mobilitate, auto-îngrijire, activități obișnuite, suferință/disconfort și anxietate/depresie. 